# Annellodentimyces
Annellodentimyces är ett släkte av svampar. Annellodentimyces ingår i divisionen sporsäcksvampar och riket svampar.